# Macrocarpaea papillosa
Macrocarpaea papillosa là một loài thực vật có hoa trong họ Long đởm. Loài này được Weaver & J.R.Grant mô tả khoa học đầu tiên năm 2003.